# 卡里·霍塔凯宁
卡里·霍塔凯宁（芬蘭語：Kari Hotakainen；1957年2月9日—），芬兰作家。

## 生平介绍
1957年2月9日，卡里·霍塔凯宁出生于芬兰波里。1976年，霍塔凯宁毕业于劳塔兰皮高中。他在大学获得了文学士学位。霍塔凯宁的写作生涯始于他在波里担任记者的时期。1986年出于工作上的需要移居赫尔辛基。1996年开始成为职业作家。1983年与塔尔娅·拉克索宁结婚，并有了两个孩子。他在赫尔辛基日报社担任广告文字撰稿员以及报刊专栏作者。
霍塔凯宁于二十世纪八十年代开始文学创作。他的处女作诗集《不幸的挫折》出版于1982年。他的诗集主要面向儿童与青少年，而他的小说则主要面向成年人。他真正在文学界崭露头角，是凭借其作品《杰作》获1997年芬兰文学奖提名。2002年凭借长篇小说《壕沟》获得芬兰文学奖，此书后来也被改编成了同名电影。2004年，《壕沟》获得北欧理事会文学奖。2006年，他的剧作《红斑狼疮》获北欧戏剧奖。霍塔凯宁同时创作儿童文学、广播剧、新闻以及戏剧。
2012年3月3日，霍塔凯宁在一场车祸中受重伤。

## 荣誉
- 芬兰文学奖提名（1997）
- 芬兰文学奖（2002）
- 北欧理事会文学奖（2004）
- 北欧戏剧奖（2006）

## 作品列表

### 长篇小说
- 巴斯特·基顿：生活和工作(1991)Buster Keaton: elämä ja teot
- Bronks (1993)
- 仙袋(1995)Syntisäkki
- 这对夫妻（1997）Pariskunta, pukki ja pieni mies
- 杰作（1997）Klassikko
- 中心攻击（1999）Sydänkohtauksia, eli kuinka tehtiin Kummisetä
- 壕沟（2002）Juoksuhaudantie
- 圣以撒大教堂（2004）Iisakin kirkko
- 粗心（2006）Huolimattomat
- 人的一部分（2009）Ihmisen osa

### 诗集
- 不幸的挫折（1982）Harmittavat takaiskut
- 谁怕黑人（1985）Kuka pelkää mustaa miestä
- 热（1987）Hot
- 诗集（1987）Runokirja

### 儿童文学
- 童书（1990）Lastenkirja
- Ritva（1997）
- 我没有漂亮的衬衫（2000）Näytän hyvältä ilman paitaa
- 故事书（2004）Satukirja

### 广播剧
- 标枪（1997）Keihäänheittäjä

### 戏剧
- 红斑狼疮（2005）Punahukka